# Wortelpotigen

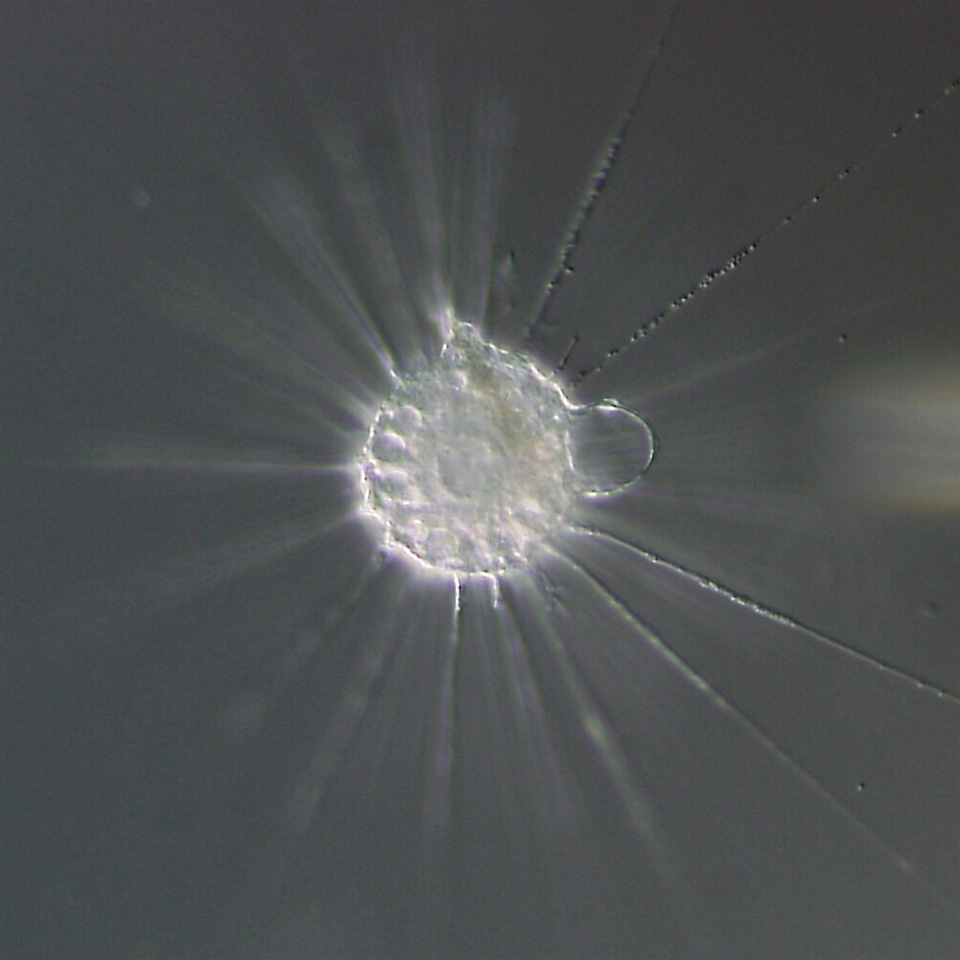
Actinophrys sol

De wortelpotigen of rhizopoda golden lange tijd als een eigen stam binnen de Protozoa. Dit is een classificatie die tegenwoordig niet meer houdbaar is.

## Kenmerken
Alle wortelpotigen worden gekenmerkt door het bezit van schijnvoetjes of pseudopodiën met behulp waarvan enkele groepen (amoeben, schaalamoeben en slijmzwammen) zich voortbewegen over een substraat ('ondergrond'). Alle wortelpotigen vangen voedsel met deze schijnvoetjes.

## Leefwijze
De stralendiertjes of radiolaria, een aantal soorten van de foraminiferen en de zonnediertjes zweven in water. Het zweefvermogen komt, behalve door de oppervlaktevergrotende schijnvoetjes, vooral tot stand door het bezit van met slijm gevulde vacuolen. Het voedsel wordt door de schijnvoetjes omhuld (fagocytose) en vervolgens in een voedselvacuole opgenomen, waarin de vertering plaatsvindt.

## Voorkomen
Wortelpotigen komen in alle vochtige omgevingen voor.

## Voortplanting
De voortplanting geschiedt gewoonlijk door deling; ook komt geslachtelijke voortplanting voor, bijvoorbeeld bij de foraminiferen.

## Orden
Onder de wortelpotigen rekende men zes orden:
- Amoeben
- Schaalamoeben
- Foraminiferen
- Radiolaria
- Zonnediertjes
- Slijmzwammen.